# أحباش (قوم)
الأحباش هو مصطلح يطلق على مجموعات عرقية سامية جنوبية تقطن منطقة الحبشة (أثيوبيا حالياً) وتشترك مع بعض بروابط لغوية وثقافية وأحياناً عرقية، المصطلح يستخدمه العرب والأحباش وغيرهم للدلالة على هذه المجموعات العرقية. تعتنق هذه المجموعة السكانية الديانتين المسيحية (بطوائف متعددة مثل الأرثوذكسية المشرقية وهم الغالبية والكاثوليكية والبروتستانتية) والإسلام مع تواجد لليهود الأحباش المعروفين بالفلاشا في أثيوبيا. إضافة إلى معتقدات محلية أخرى.
وكان للأحباش ممالك متعاقبة مثل دعمت, اكسوم وغيرهما, شملت اليمن وجيبوتي وأثيوبيا وارتيريا ونصف السودان وبعض أجزاء السعودية.
ومن الشخصيات القوية والبارزة من الأحباش في القرون الماضية :النجاشي الذي كاتب آخر الأنبياء محمد، والصحابي بلال بن رباح صاحب النبي ومؤذنة ووزيره والصحابي وحشي بن حرب.
ومن طبقة التابعين برز الأحباش بشكل كبير يتمثل في العالم سعيد بن جبير الذي قتله الحجاج بن يوسف الثقفي.
ويعد الأحباش حسب رأي كثير من المؤرخين أبطال في القتال ومتخصصين في القتال بالرمح ورمي الحرب وقد وفد منهم على رسول الله بحسب حديث عائشة : إنه وفد الأحباش على رسول الله واخذو يستعرضون مهارتهم بالحربة والرسول مستند على جدار بيتي وقد أدخلني في عباءته وتركني انظر إليهم وخدي ملصقاً لخده.
ومن عادات الأحباش التي بدأت تختفي هي قتال الأسود حيث كان الرجل أو الزعيم يثبت قوته بقتل أسد والقدوم بذيله أو رأسه أو أن يقوم بسلخ جلده.
وقد ظهرت صور عند صيادي الدببة توضح أن أطفال الأحباش وشبابهم كانوا يحفرون حفر لدببة ثم يطعنونها بالرماح حتى يقتلوها ويبيعوا الجلد.
وقد أورد المؤرخون العديد من العلماء والقادة من الأحباش والذين أصبحوا يعرفون في أواخر القرن الثامن عشر بالحبشيٍ أو الحبشي نسبة إلى بلادهم الأم.
وتبلغ نسبة المسلمين حالياً 30% فقط في حين أن عدد المسيحيين هو 66.5%.
1. ↑  The Periplus of the Erythraean Sea. https://sourcebooks.fordham.edu/ancient/periplus.asp. {{استشهاد بكتاب}}: روابط خارجية في |مكان= (مساعدة)